# Lucerna nerkowata
Lucerna nerkowata (Medicago lupulina L.) – gatunek rośliny z rodziny bobowatych. Inne spotykane nazwy (zwyczajowe) to: lucerna chmielowa, koniczyna żółta. 

## Rozmieszczenie geograficzne
Rodzimy obszar występowania tego gatunku to Europa, Azja i Afryka Północna. Rozprzestrzenił się i obecnie występuje na wszystkich kontynentach (poza Antarktydą) i na wielu wyspach. W Polsce jest bardzo pospolity na całym niżu i w niższych położeniach górskich. Status gatunku we florze Polski: gatunek rodzimy.

## Morfologia
ŁodygaGęsto ulistniona, rozgałęziona, płożąca lub podnosząca o długości do 60 cm, przeważnie naga lub krótko owłosiona i rzadko pokryta gruczołkami.
KorzeńWrzecionowaty, płytko i silnie rozgałęziony.
LiścieZłożone, 3-listkowe. Listki odwrotnie jajowate, na szczycie ząbkowane, na dolnej stronie owłosione. Przylistki językowate o różnej długości, zrośnięte z łodygą, całobrzegie lub ząbkowane. Środkowy listek ma dłuższy ogonek, niż listki boczne.
KwiatyMotylkowe, zebrane w kuliste główki złożone z 10-20 kwiatków o długości do 3 mm. Kwiaty osadzone są na krótkich, owłosionych szypułkach o takiej długości, jak rurka kielicha, lub dłuższe. Kielich o owłosionej i skośnie uciętej rurce z ząbkami o takiej samej długości, jak rurka. Korona żółta. Jej skrzydełka są krótsze od łódeczki, a żagielek ma krótki paznokieć.
OwoceDrobny, nerkowaty, jednonasienny strąk bez kolców, wydęty, nagi, lub przylegająco owłosiony o siateczkowatej nerwacji. Jest skręcony, ma długość do 2,5 cm, po dojrzeniu czernieje. Nasiona nerkowate lub jajowate, zielonkawożółte, nieco połyskujące.

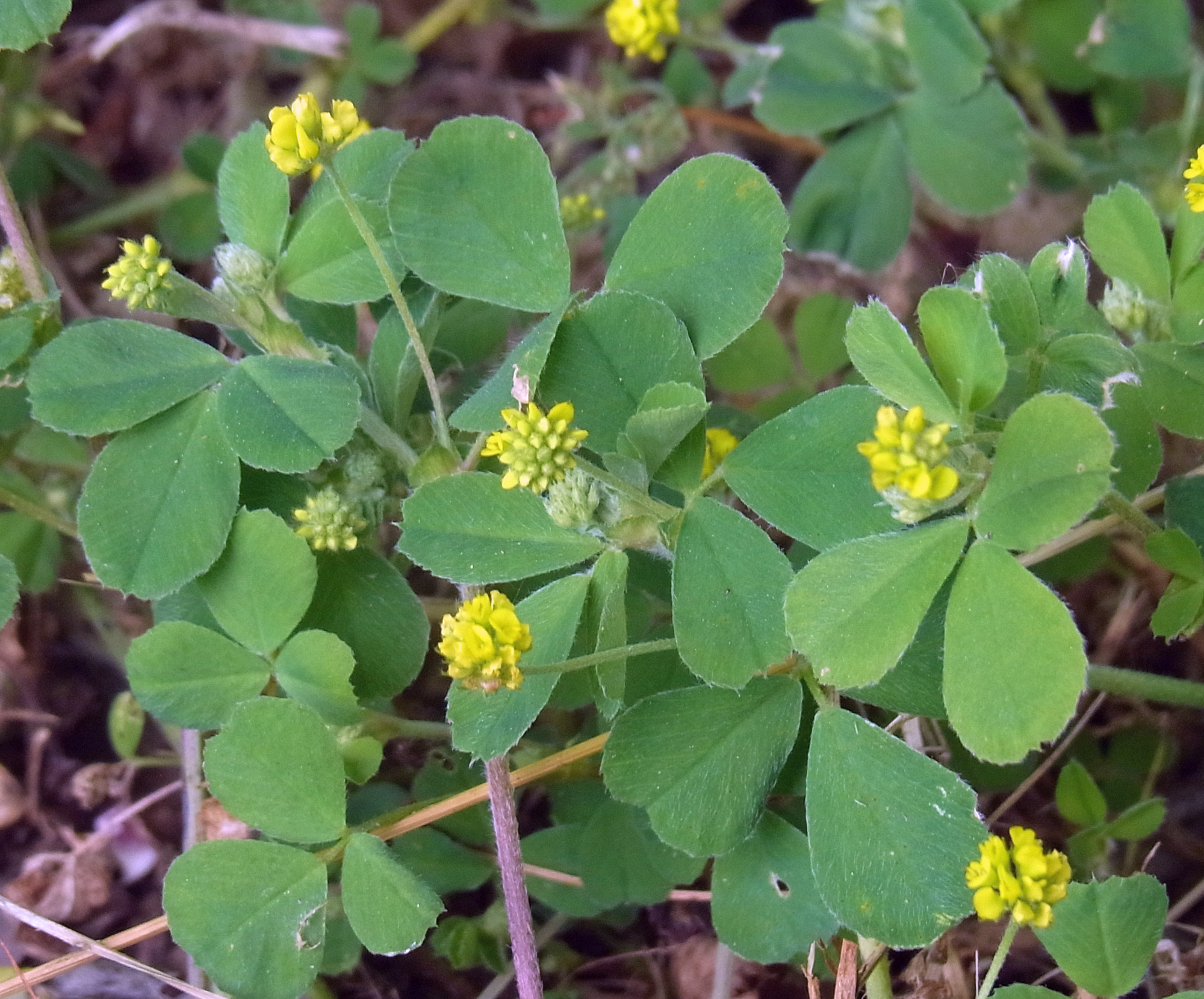
Pokrój
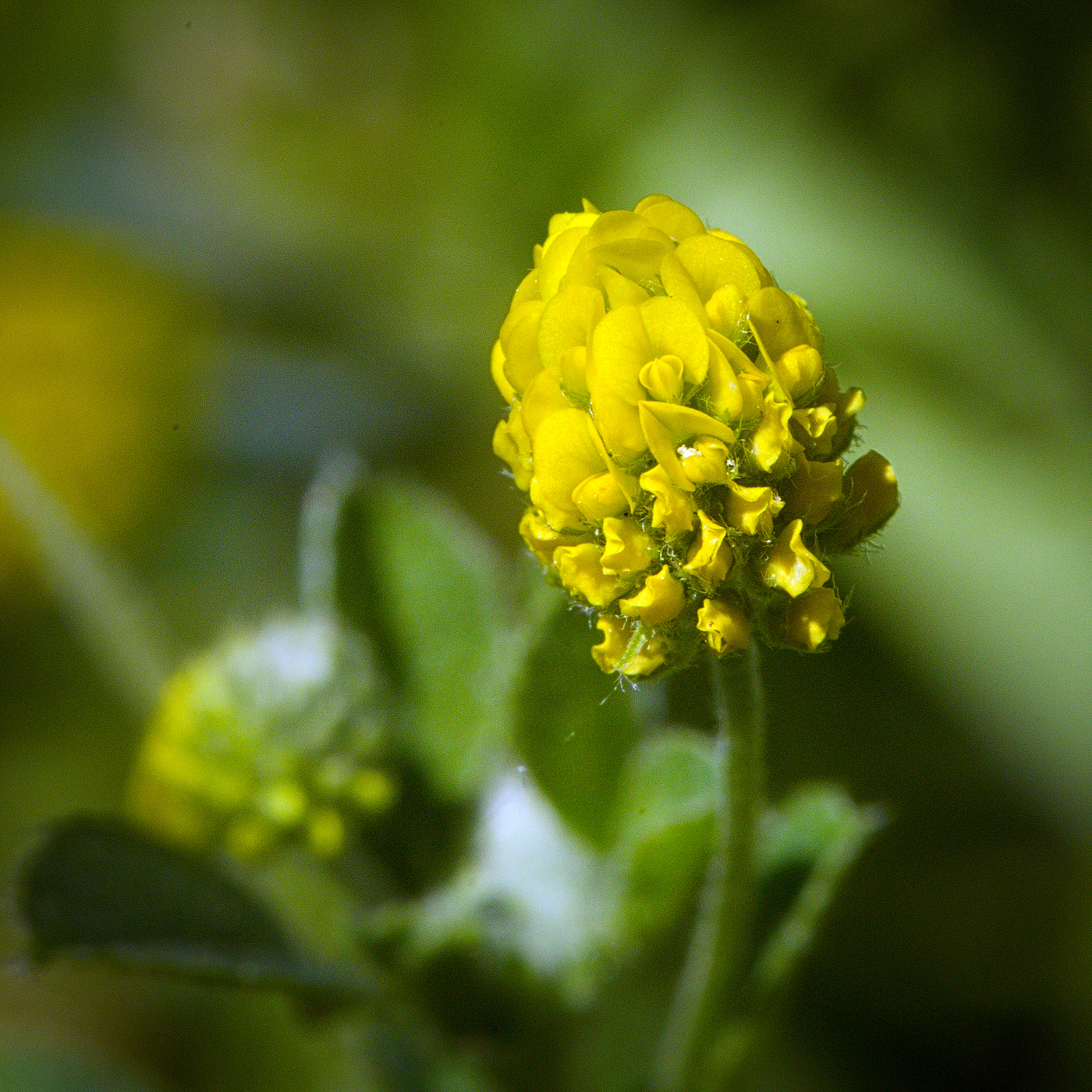
Kwiatostan
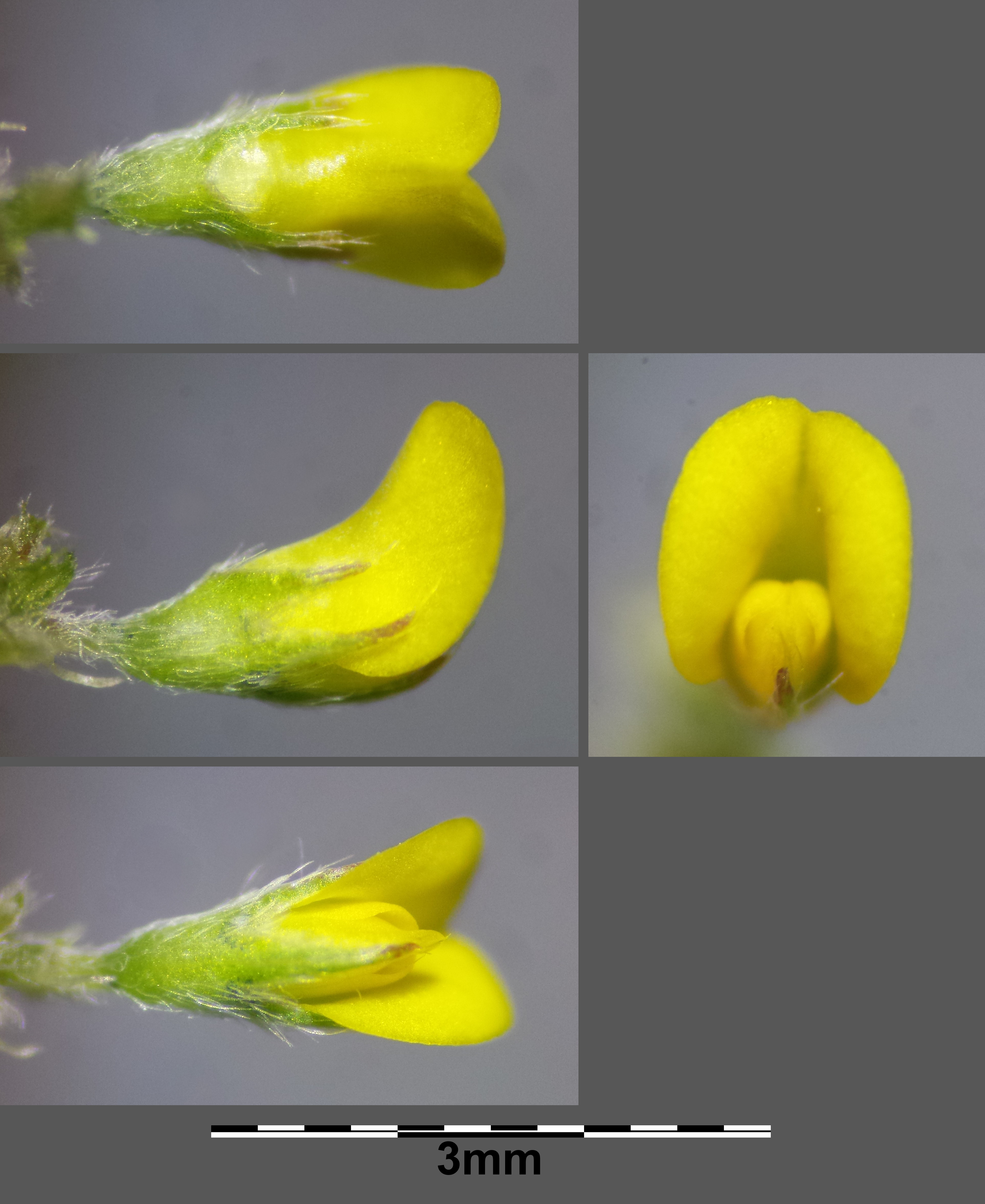
Kwiaty
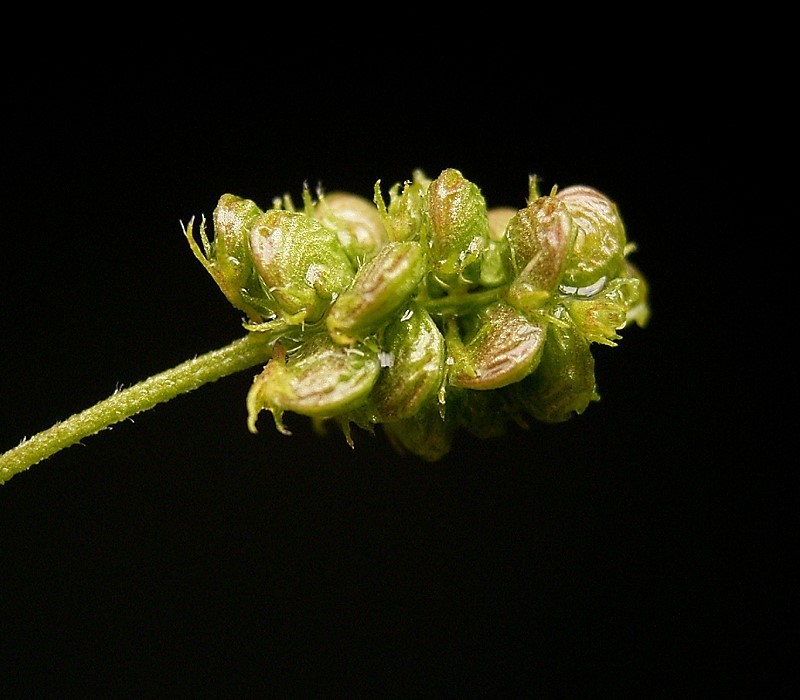
Owoce (przed dojrzeniem)
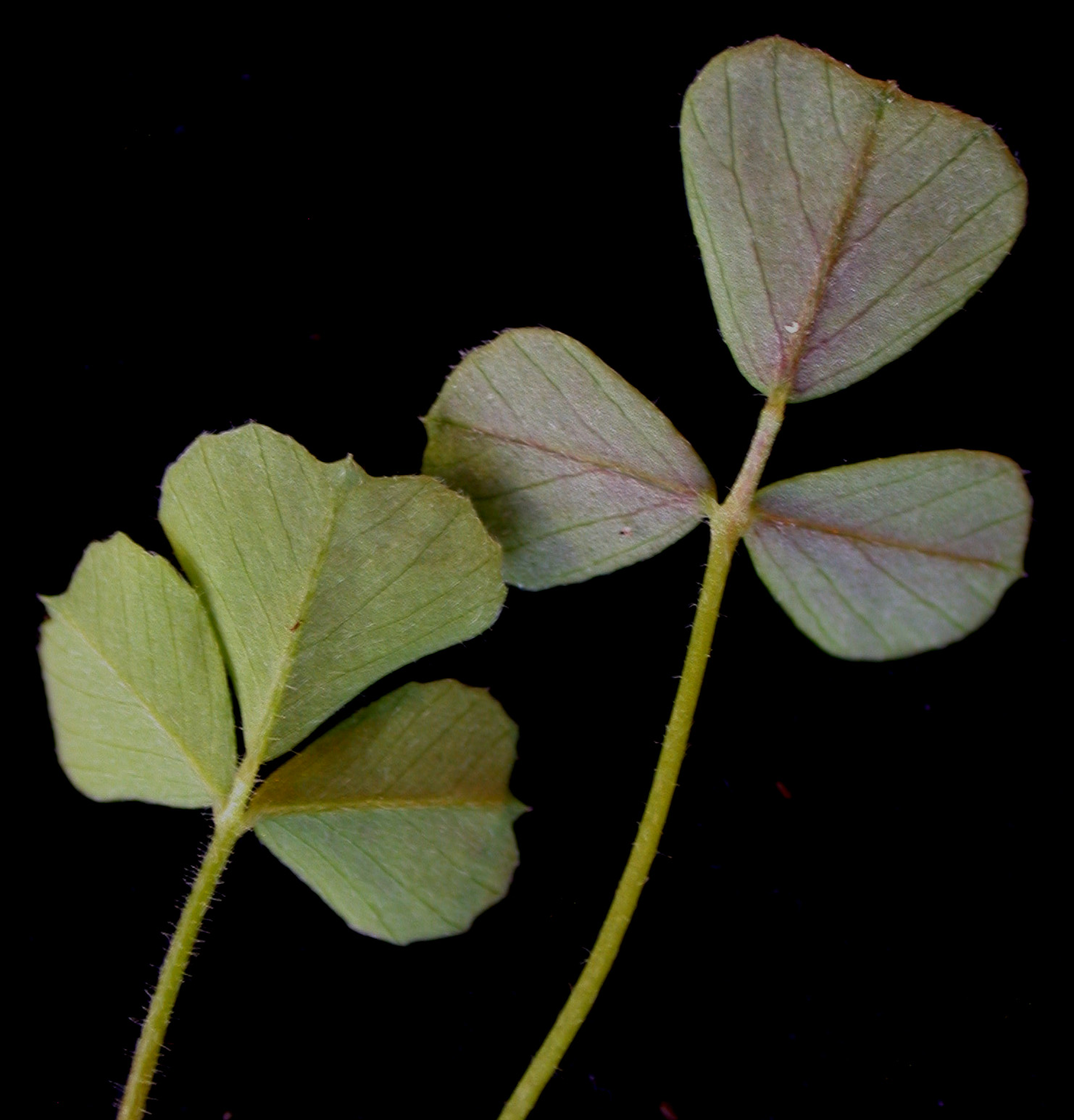
Liście
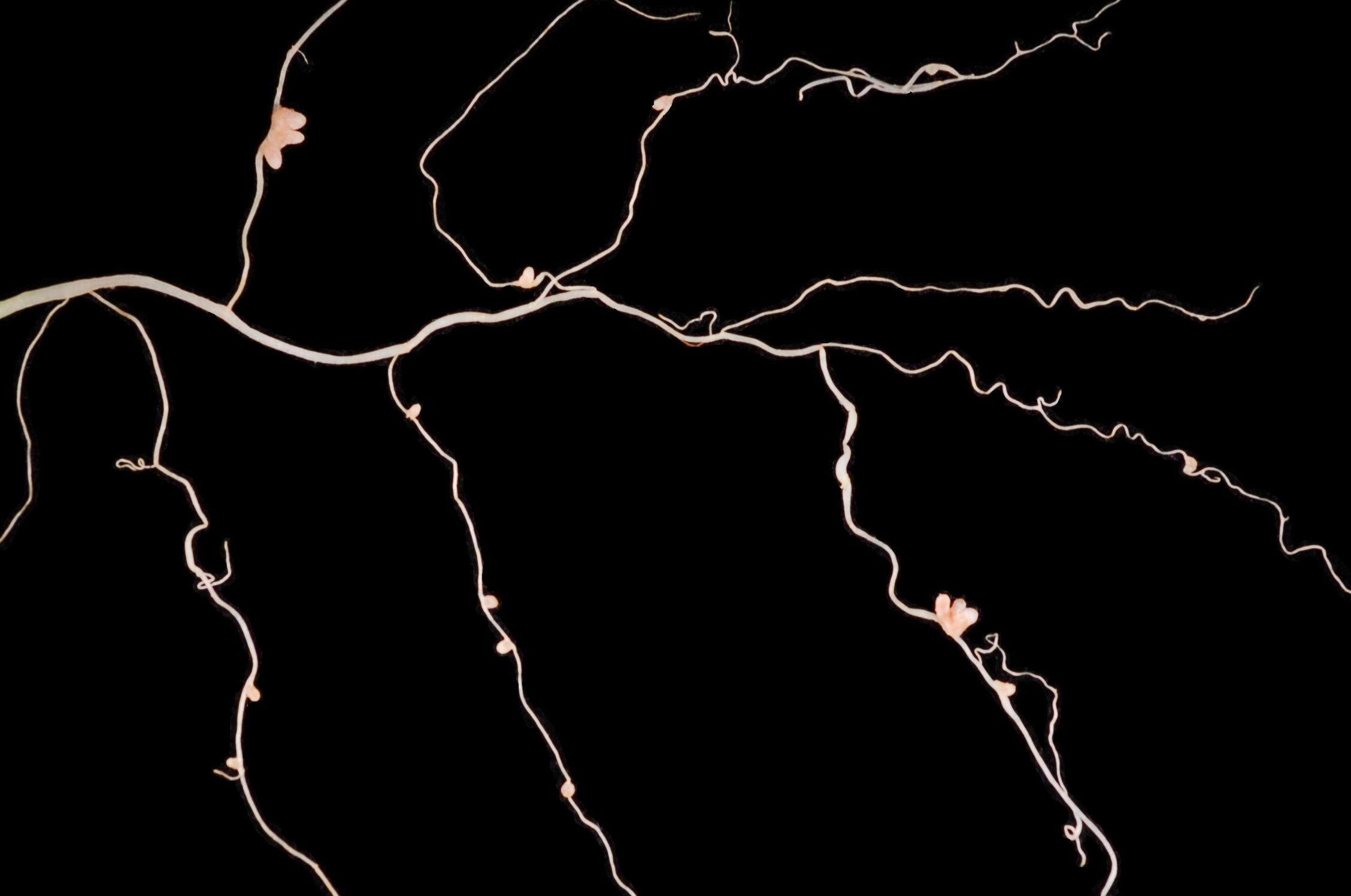
Korzenie

## Biologia i ekologia
RozwójRoślina jednoroczna, czasami zimująca, hemikryptofit. Kwitnie od maja do września. Jest rośliną obcopylną i owadopylną.
SiedliskoRoślina synantropijna i segetalna, rosnąca na obrzeżach dróg, suchych zboczach, przydrożach, wydepczyskach, nieużytkach, na łąkach, trawnikach, w murawach, terenach kolejowych. Na polach i w ogrodach jest chwastem, zwłaszcza w zbożach ozimych. Ma niewielkie wymagania, często rośnie na glebach jałowych. Roślina światłolubna i ciepłolubna. Bardzo dobrze znosi susze, jest wytrzymała na mrozy i późnowiosenne przymrozki, przystosowuje się także do różnorodnych warunków siedliskowych. Gatunek wyróżniający dla rzędu Onopordetalia.
GenetykaLiczba chromosomów 2n = 16.
Korelacje międzygatunkowePasożytują na niej grzybopodobne lęgniowce Peronospora officinalis, Peronospora romanica i Peronospora trifoliorum wywołujące mączniaka rzekomego oraz niektóre grzyby mikroskopijne: Erysiphe pisi powodujący mączniaka prawdziwego grochu, Uromyces pisi-sativi wywołujący rdzę grochu, Stagonospora meliloti, Leptotrochila medicaginis, Pseudopeziza medicaginis, Ascochyta imperfecta. Na jej pędach żeruje wiele gatunków owadów, ich larwy i poczwarki.

## Zastosowanie
- Roślina pastewna – Stanowi cenny składnik mieszanek pastwiskowych. Chociaż jest mniej plenna niż lucerna siewna i lucerna mieszańcowa. uprawia się ją ze względu na jej niewielkie wymagania[8]. Znajduje się w rejestrze roślin uprawnych Unii Europejskiej.
- Młode liście są jadalne, zarówno po ugotowaniu, jak i na surowo. Zawierają dużo witaminy K. Indianie zjadali jej liście, a także nasiona, które prażyli na ogniu lub rozcierali na mąkę. Lucernę można jednak spożywać tylko w niewielkiej ilości, zawiera bowiem substancje utrudniające trawienie białek. Zawiera także saponiny powodujące rozpad czerwonych ciałek krwi (usuwa je gotowanie)[12].